# 克魯松氏症候群
克魯松氏症候群是第十號及第四號染色體上的FGFR基因出現錯誤而引致的骨骼、軟骨的形成異常。
其發生率為1/25000至1/60000。
遺傳方面，其遺傳方式為點突變，例如C342Y、Y340H、S354C及FGFR3的P250R等幾處點突變。